# Anthostomella pedemontana
Anthostomella pedemontana är en svampart som beskrevs av Ferraris & Sacc. 1902. Anthostomella pedemontana ingår i släktet Anthostomella och familjen kolkärnsvampar.   Inga underarter finns listade i Catalogue of Life.